# Karl Johan Warburg

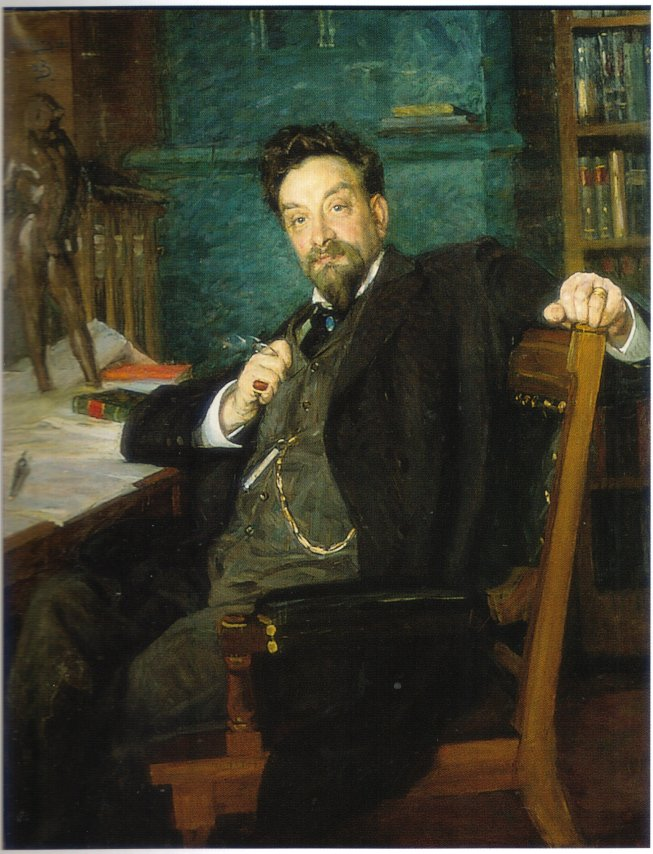
Karl Warburg, por Richard Bergh.

Karl Johan Warburg (Göteborg, 23 de novembro de 1852 — Stockholm, 14 de setembro de 1918) foi um historiador literário sueco. 
Adotou os princípios do positivismo científico na análise das obras. Escreveu: História ilustrada da literatura sueca (1896-1897).